# Église Saint-Symphorien d'Illiat
L'église Saint-Symphorien est une église située en France sur la commune d'Illiat, dans le département de l'Ain en région Auvergne-Rhône-Alpes.
Elle fait l'objet d'une inscription au titre des monuments historiques depuis le 9 avril 2008.

## Localisation
L'église est située dans le département français de l'Ain, sur la commune d'Illiat.

## Historique

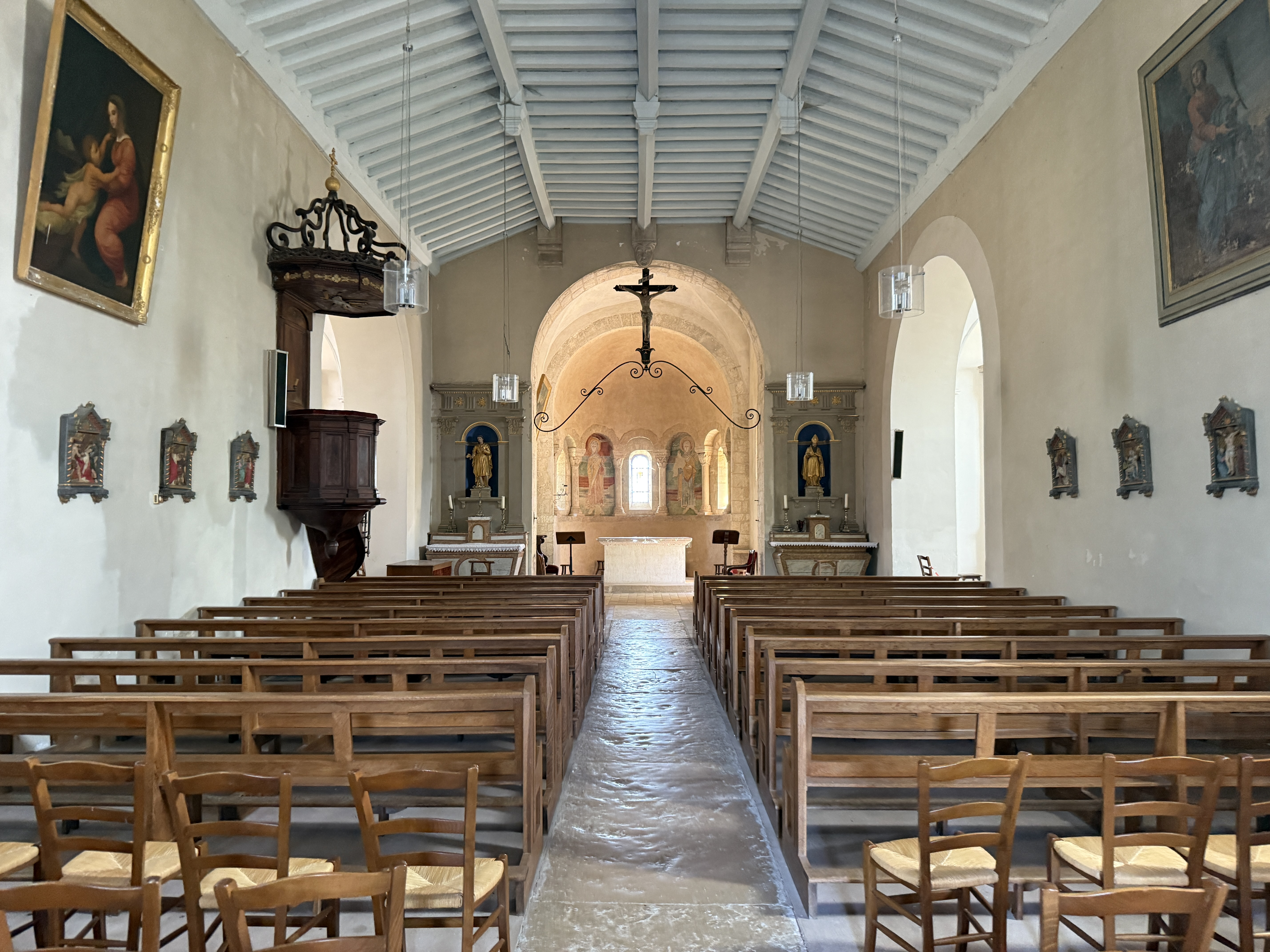
Intérieur de l'église.

L'édifice est inscrit au titre des monuments historiques en 2008.